# Montereale
Montereale är en ort och kommun i provinsen L'Aquila i regionen Abruzzo i Italien. Kommunen hade 2 396 invånare (2018).